# Popów (Silezië)
Popów is een dorp in het Poolse woiwodschap Silezië, in het district Kłobucki. De plaats maakt deel uit van de gemeente Popów.